# Trævlerod
Ordet trævlerod bruges om en plantes rodsystem, når det er dannet, efter at kimroden er gået tabt. Trævlerødder er altså erstatningsrødder, som skal afhjælpe tabet af de første rødder.
Dette forhold er karakteristisk for de enkimbladede planter, men det også kan findes blandt de tokimbladede.
Trævlerod er en oprindelig tilpasning til fugtige eller våde levesteder med højtstående grundvand og ringe iltindhold i jorden. Der findes dog masser af eksempler på arter med trævlerod, som har fundet en niche i egne med tørre forhold (tænk f.eks. på græsser og løgvækster på stepperne).
Det er nyttigt at huske på, at mange planter fremkommer ved vegetative formeringsmetoder, som betyder, at de har været tvunget til at danne rødder, hvor der ingen var. Den slags planter vil have trævlerødder i mange år, også selv om de egentlig – dvs. efter deres arveanlæg – burde have pælerod.

## Eksempler på planter med trævlerod
- Træer
  - Kokospalme (Cocos nucifera)
  - Rødgran (Picea abies)
  - Seljepil (Salix caprea)

- Buske
  - Berberis (Berberis vulgaris)
  - Gul bambus (Fargesia murielae)
  - Bjergfyr (Pinus mugo)

- Urter
  - Stor stjerneskærm (Astrantia major)
  - Plettet gøgeurt (Dactylorhiza maculata)